# Twelve Tribes
Twelve Tribes is een Amerikaanse metalcore band die onder contract staat bij Ferret Records. 

## Geschiedenis
De groep ontstond in 1997 in een kelder in Dayton, Ohio. Ze namen een self-titled demo op, die hen lokaal van een aanhang voorzag en die de opstap was naar intensief toeren. Hun tweede demo Two Cleft Tongues verscheen in de daarop volgende maanden en verhoogde nog hun bekendheid. Er volgde een tournee met Poison the Well, die toen ook net begon. De tournee werd voor beide groepen een mijlpaal. Met de toenemende bekendheid vond hun demo zijn weg naar Eulogy recordings.
In 1999 werd hun debuut As Flowers to Feathers and Petals to Wings
uitgebracht en in 2000 verscheen Instruments.
Voor The Rebirth Of Tragedy, dat in  2004 verscheen, tekenden ze een contract bij hun huidige label Ferret Records en volgde er een intensieve tour. Ze deelden het podium met bands zoals: Lamb Of God, Killswitch Engage, Soulfly, Machine Head, Zao en It Dies Today. Hun Europese tour van 2005 met Killswitch Engage, die uitverkocht was nog voor ze voet op Europese bodem hadden gezet, betekende hun Europese doorbraak.
Op 3 oktober 2006 verscheen  Midwest Pandemic (geproduceerd door Andreas Magnusson, die dit ook al deed voor The Black Dahlia Murder, Scarlet).

## Artiesten
- Adam Jackson - zang
- Andrew Corpus - gitaar
- Kevin Schindel - gitaar
- Jeremiah Stikeleather - bas
- Shane Shook - drums

### Vroegere leden
- Matt Tackett - bas

## Discografie
- As Flowers to Feathers and Petals to Wings (1999)
- Instruments (2000)
- The Rebirth Of Tragedy (2004)
- Midwest Pandemic (2006)